# Jerzy Kazimierczuk
Jerzy Kazimierczuk (ur. 30 października 1909 we Włodawie, zm. 9 lutego 1992 w Warszawie) – oficer Wojska Polskiego, działacz społeczny, instruktor Związku Harcerstwa Polskiego w stopniu harcmistrza, inżynier geodeta.

## Życiorys
Urodził się 30 października 1909 roku we Włodawie, w wielodzietnej rodzinie. Ukończył szkołę powszechną we Włodawie oraz gimnazjum w Chełmie Lubelskim. Od 1922 roku w ZHP w 1 Chełmskiej Drużynie Harcerzy im. ks. Józefa Poniatowskiego. Z drużyną uczestniczył w I Narodowym Zlocie Harcerzy w 1924 roku. Po przeniesieniu się na studia do Warszawy, w latach 1929–39 był drużynowym 53 Żeglarskiej Warszawskiej Drużyny Harcerzy im. Maurycego Beniowskiego w Warszawskiej Chorągwi Harcerzy.
Ukończył studia na Wydziale Geodezji Politechniki Warszawskiej z tytułem inżynier magister oraz Szkołę Podchorążych Rezerwy Artylerii we Włodzimierzu Wołyńskim w stopniu porucznika.
Był uczestnikiem wojny obronnej w 1939 roku, walczył pod Brześciem, Kobryniem i Kockiem w Samodzielnej Grupie Operacyjnej „Polesie” gen. Franciszka Kleeberga. Jeniec oflagów Arnswald i Grossborn.
Po wojnie pozostał na ziemiach odzyskanych, w latach 1945–48 budował fundamenty polskiej administracji na Ziemiach Zachodnich.
W 1948 roku wrócił do Warszawy. W połowie lat 50. ponownie w harcerstwie. Od 1956 roku do końca swojego życia był instruktorem Hufca ZHP Warszawa-Mokotów im. Szarych Szeregów. W 1958 r. zdobywa stopień przewodnika, w 1962 r. harcmistrza. Jego największym powołaniem była praca z dziećmi specjalnej troski. Był współtwórcą Nieprzetartego Szlaku. Jako instruktor hufca pełnił wiele funkcji, m.in. przewodniczący Zespołu Bohater, przewodniczący Kręgu Seniora, drużynowy drużyny Nieprzetartego Szlaku. Twórca i organizator Rajdu „Arsenał”, który z hufcowej imprezy przerodził się w ogólnopolskie trzydniowe spotkanie drużyn harcerskich. Komendant 9 edycji Rajdu (w latach 1971–1977, 1979, 1982). W latach 80. zorganizował pierwszy Krąg Seniorów przy hufcu, który w latach późniejszych zapoczątkował tworzenie się podobnych kręgów w całym ZHP.
Zmarł w 9 lutego 1992 roku. Został pochowany na Kwaterze Wojskowej na cmentarzu w Aleksandrowie k. Falenicy.

## Ordery i odznaczenia
- Krzyż Kawalerski Orderu Odrodzenia Polski
- Medal "Za udział w wojnie obronnej 1939"
- Medal Komisji Edukacji Narodowej
- Złoty Krzyż "Za Zasługi dla ZHP"
- Odznaka honorowa „Za Zasługi dla Geodezji i Kartografii"
- Medal im. dr. Henryka Jordana
- Srebrna Odznaka Odbudowy Warszawy